# Glenn D'Hollander
Glenn D'Hollander (født 28. december 1974) er en belgisk tidligere professionel cykelrytter.